# شهرستان شیگونسکی
شهرستان شیگونسکی (به لاتین: Shigonsky District) یک شهرستان در روسیه است که در استان سامارا واقع شده‌است.